# Кува (Тринидад и Тобаго)
Кува (енгл. Couva) је на југу Тринидада, јужно од Порт ов Спејнa и Чаганаса и северно од Сан Фернанда и Поинт Фортина. То је главни град и главни урбани центар Kува-Табакит-Талпарa, а подручје Грејтер Kува укључује индустријско имање Поинт Лисас и луку Поинт Лисас. То је један од најбрже растућих градова на Тринидаду. Јужна граница Куве је у селу Калифорнија и Поинт Лисаса, а на северу Кува се протеже до Мекбина (обе на јужном главном путу Тринидада). Источно од Куве је Прејсал. Западно од Куве је пут за Ватерло и залив Карли, који се налазе на Паријском заливу. Кува је била део округа Карони. Кува се сматра главном базом моћи за Уједињени национални конгрес (УНЦ), чије се седиште раније налазило овде.

## Историја
Прва британска мапа Тринидада, направљена 1797. године након што је острво Шпанија предела британцима, сугерисала је постојање реке у области сада познатој као Кува под називом „Рио де Куба“. Временом, можда због тога што шпанско „Б” има сличан звук као слово „В” на енглеском, река је постала позната као „Рио де Кува” што је на крају преведено као „река Кува”. Британско насеље онога што се сада назива Кува настало је мало северније од ушћа ове реке.
Дуги низ година село је било мало више од чистине у пољу шећерне трске. Становништво су углавном чинили плаћени радници индијског порекла са мањим бројем бивших афричких робова и није их било више од неколико стотина. Све се ово променило доласком железнице у Куву 1880. године. До 1921. број становника је нарастао на 2.667, али је у деценији која је претходила 1931. години овај број пао на 1.895. Током Другог светског рата, помоћна ваздухопловна база Камден (Филд) је успостављена као хитна помоћна писта. Обухватао је једну поплочану писту величине 3.000 ft (910 m) x 150 ft (46 m) са великим стазама за вожњу и распршеним камуфлираним паркинг просторима за УСААЦ, УСН и РН. Браниле су га пешадијске и јединице ААА америчке војске.
Кува је наставила да расте и национални попис бележи број од 3.572 особе 1980. године. Историјски гледано, већина људи је радила на оближњим имањима шећера, али због стратешких локација многи становници су нашли посао у рафинерији нафте у Поинт-а-Пјеру, удаљеном само 13 км (8 миља) и на индустријском имању Поинт Лисас које се налази западно од центра града.
Кува је била дубоко погођена затварањем предузећа „Карони (1975) Лтд”. почетком 2000-их, посебно њених становника који су радили на оближњим имањима шећерне трске и повезаним малим и средњим предузећима која су подржавала ову индустрију. Од овог периода град се опоравио коришћењем сада отворених земљишта за нове стамбене и пословне иницијативе. Сходно томе, док је оближњи град Чагуанас еволуирао и значајно се проширио да би постао де факто административна и комерцијална престоница Централног Тринидада, Кувин карактер се променио и постао магнет за индустријализацију, комерцијалне, спортске, здравствене, образовне, ваздухопловне и стамбене пројекте.

## Клима
Клима Куве је тропска, тачније тропски монсун, са кратком сушном сезоном од фебруара до априла и дугом влажном сезоном од маја до јануара. Температура мало варира између влажне и сушне сезоне.
| Клима Couva, Trinidad and Tobago | Клима Couva, Trinidad and Tobago | Клима Couva, Trinidad and Tobago | Клима Couva, Trinidad and Tobago | Клима Couva, Trinidad and Tobago | Клима Couva, Trinidad and Tobago | Клима Couva, Trinidad and Tobago | Клима Couva, Trinidad and Tobago | Клима Couva, Trinidad and Tobago | Клима Couva, Trinidad and Tobago | Клима Couva, Trinidad and Tobago | Клима Couva, Trinidad and Tobago | Клима Couva, Trinidad and Tobago | Клима Couva, Trinidad and Tobago |
| Показатељ \ Месец | .Јан.                            | .Феб.                            | .Мар.                            | .Апр.                            | .Мај.                            | .Јун.                            | .Јул.                            | .Авг.                            | .Сеп.                            | .Окт.                            | .Нов.                            | .Дец.                            | .Год.                            |
| --- | -------------------------------- | -------------------------------- | -------------------------------- | -------------------------------- | -------------------------------- | -------------------------------- | -------------------------------- | -------------------------------- | -------------------------------- | -------------------------------- | -------------------------------- | -------------------------------- | -------------------------------- |
| Апсолутни максимум, °C (°F) | 31 (88)                          | 32 (90)                          | 34 (93)                          | 33 (91)                          | 32 (90)                          | 32 (90)                          | 32 (90)                          | 33 (91)                          | 33 (91)                          | 34 (93)                          | 34 (93)                          | 31 (88)                          | 34 (93)                          |
| Максимум, °C (°F) | 29 (84)                          | 30 (86)                          | 30 (86)                          | 31 (88)                          | 31 (88)                          | 30 (86)                          | 30 (86)                          | 31 (88)                          | 31 (88)                          | 30 (86)                          | 30 (86)                          | 29 (84)                          | 30,2 (86,3)                      |
| Минимум, °C (°F) | 25 (77)                          | 25 (77)                          | 25 (77)                          | 26 (79)                          | 26 (79)                          | 26 (79)                          | 26 (79)                          | 27 (81)                          | 27 (81)                          | 27 (81)                          | 26 (79)                          | 26 (79)                          | 26 (79)                          |
| Апсолутни минимум, °C (°F) | 14 (57)                          | 16 (61)                          | 16 (61)                          | 17 (63)                          | 18 (64)                          | 19 (66)                          | 18 (64)                          | 18 (64)                          | 19 (66)                          | 19 (66)                          | 17 (63)                          | 15 (59)                          | 14 (57)                          |
| Количина кише, mm (in) | 71,1 (2,799)                     | 43,2 (1,701)                     | 30,5 (1,201)                     | 45,7 (1,799)                     | 111,8 (4,402)                    | 254,0 (10)                       | 248,9 (9,799)                    | 238,8 (9,402)                    | 182,9 (7,201)                    | 177,8 (7)                        | 198,1 (7,799)                    | 147,3 (5,799)                    | 1.750,1 (68,902)                 |
| Дани са падавинама (≥ 0.1 mm) | 12                               | 9                                | 4                                | 6                                | 10                               | 19                               | 21                               | 17                               | 17                               | 16                               | 17                               | 15                               | 253                              |
| Релативна влажност, % | 81                               | 80                               | 77                               | 77                               | 79                               | 84                               | 84                               | 84                               | 84                               | 85                               | 86                               | 84                               | 82                               |
| Сунчани сати — месечни просек | 241,3                            | 231,3                            | 248,3                            | 237,5                            | 233,2                            | 183,7                            | 205,9                            | 212,5                            | 197,1                            | 207,4                            | 197,7                            | 214,5                            | 2.610,4                          |
| Извор #1: Временска прогноза (подаци) |                                  |                                  |                                  |                                  |                                  |                                  |                                  |                                  |                                  |                                  |                                  |                                  |                                  |
| Извор #2: Време у свету Source #3: MSN Weather (records) Source #4: World Meteorological Organization Source #4: NOAA (сунце, екстрими и влажност) |                                  |                                  |                                  |                                  |                                  |                                  |                                  |                                  |                                  |                                  |                                  |                                  |                                  |